# The Dollar-a-Year Man
The Dollar-a-Year Man er en amerikansk stumfilm fra 1921 af James Cruze.

## Medvirkende
- Roscoe 'Fatty' Arbuckle som Franklin Pinney
- Lila Lee som Peggy Bruce
- Winifred Greenwood som Kate Connelly
- J.M. Dumont som Tipson Blair
- A. Edward Sutherland
- Edwin Stevens som Bruce
- Henry Johnson som Oberano